# Seznam hradů v Jihomoravském kraji
Seznam hradů nacházejících se v Jihomoravském kraji, seřazených podle abecedy:

## B
- Babice
- Bašta
- Bítov
- Blansek
- Boleradice
- Boskovice
- Brněnský hrad
- Břeclav
- Bučín
- Bučovice
- Bukovina
- Bzenec

## C
- Cornštejn

## Č
- Čepička
- Černvír
- Čertův hrádek

## D
- Deblín
- Dědice
- Děvičky
- Dolní Kounice
- Doubravice nad Svitavou
- Dubno

## F
- Frejštejn

## H
- Holštejn
- Horákov
- Hrádek u Babic
- Hrádek u Drnholce
- Hrádek u Snovídek
- Hradisko
- Hradisko u Velkých Bílovic

## J
- Janův hrad
- Jaroslavice (zámek)
- Jevišovice
- Ježův hrad

## K
- Kanšperk
- Kepkov
- Košíkov
- Kuchlov

## L
- Lapikus
- Lečenec
- Ledvice
- Lelekovice
- Levnov
- Lomnice
- Louka
- Loučky
- Luleč

## M
- Melice
- Mikulov
- Modřice
- Myslejovice

## N
- Nechvalín
- Nevojice
- Nové Hvězdlice
- Nový hrad (okres Blansko)
- Nový hrad (okres Břeclav)
- Nový Hrádek u Lukova (okres Znojmo)

## O
- Obřany
- Orlovice
- Osiky
- Oslnovice

## P
- Pernštejn
- Příbram
- Pustiměř

## R
- Ronov
- Rumberk
- Rychvald
- Rysov
- Rytířská jeskyně

## Ř
- Říčany

## S
- Sirotčí hrádek
- Skryje (též Hrádek)
- Smilův hrad
- Sobůlky
- Stagnov
- Starý hrad
- Starý Plumlov
- Strážnice
- Svitávka

## Š
- Šenkenberk
- Šitbořice
- Špilberk
- Švábenice

## T
- Templštejn
- Trmačov

## U
- Újezd u Tišnova
- Újezd u Ždánic
- Úsobrno

## V
- Valtice
- Veselí nad Moravou
- Veveří
- Věteřov
- Víckov
- Vildenberk
- Vítovice
- Vranov nad Dyjí
- Vřesovice
- Vyškov

## Z
- Zbraslav
- Znojmo

## Ž
- Ždánice
- Žďárec
- Žerotice